# Koper
Koper ([ˈkoːpər], olaszul: Capodistria [ˈkaːpoˌdistria], németül: Gafers [ˈgaːfɐs], horvátul: Kopar [ˈkoːpar]) Szlovénia legfontosabb kikötővárosa, a hasonló nevű szlovén közigazgatási körzet székhelye, a Koperi egyházmegye püspöki székvárosa az Adrián, az olasz határ közelében.

## Történelme

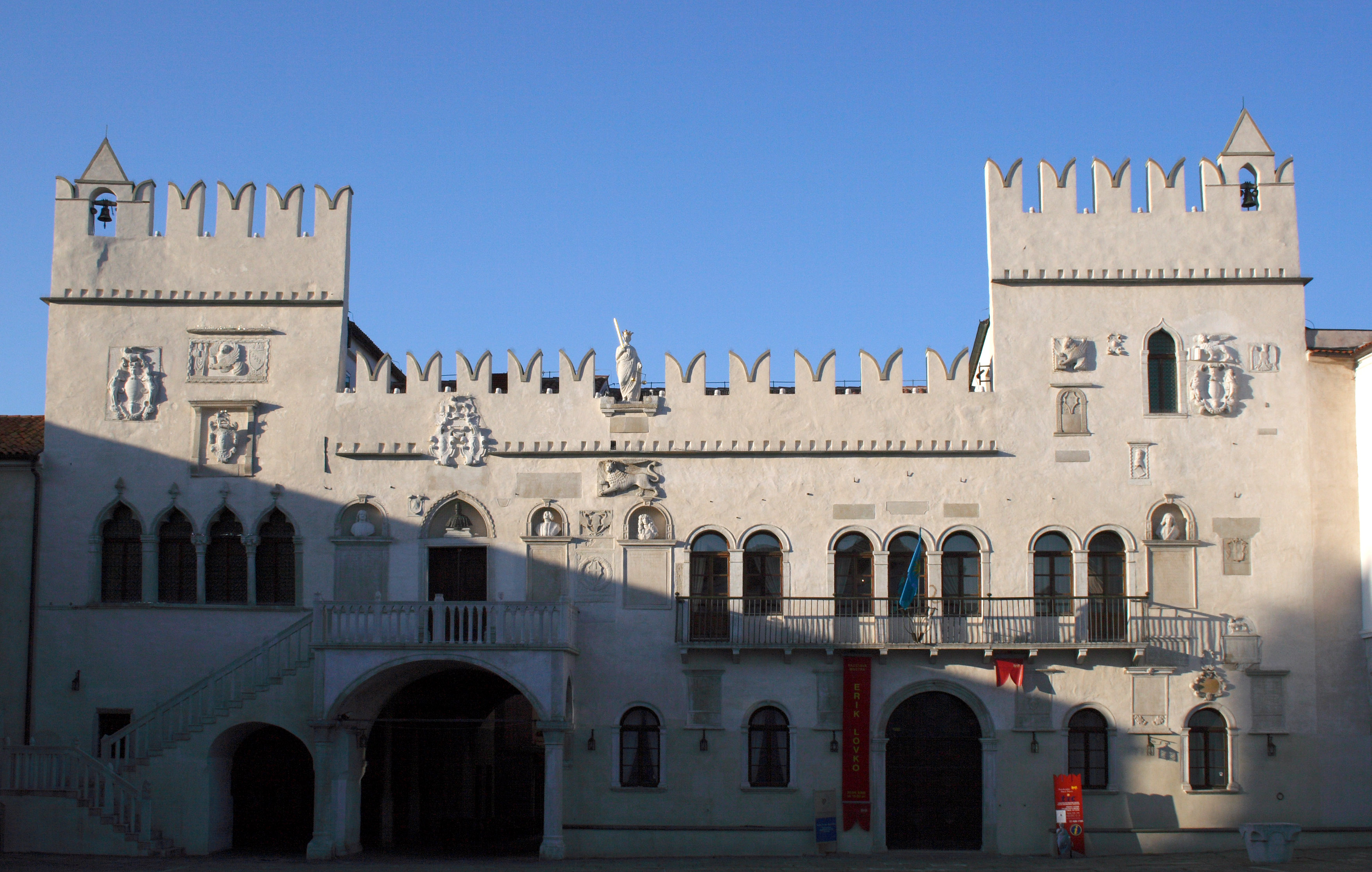
A Prétori Palota napkeltekor

Eredetileg egy szigeten állt, egyik korai elnevezése is innen ered: Kecske-sziget, Caprea, azaz Koper. Az ókorban Aegida néven említik görög források. A
Capris, Caprea, Capre és Caprista elnevezések a római korból valók. A longobárdok támadása elől 568-ban ide menekültek Tergestum (mai Trieszt) lakói. A 7. században átkeresztelték Justinopolis-ra II. Iusztinianosz bizánci császár tiszteletére. Később a környező lagúnás tengerág feltöltésével félsziget lett belőle.
Az első feljegyzett kereskedelmi szerződés Velencével 932-ből való. Velence és a Német-római Birodalom közötti háborúban a császár oldalán harcolt, ezt II. Konrád városi jogokkal honorálta (1035). 1232-től az aquileiai érsekség része, majd 1278-tól Velence fennhatósága alá esik. Mai olasz nevének középkori elődje a Caput Histriae (Isztria feje).
1798-tól 1918-ig az Osztrák Császárság része, majd 1947-ig az Olasz Királyságé. Ez évben alakult meg Trieszt Szabad Terület, amelynek B zónájához tartozott, majd annak 1954-es felosztásával Koper Jugoszláviához került.
Az 1991-ben függetlenné vált Szlovénia legjelentősebb kikötővárosa. Modern kikötőjét 1957-ben építették.

## Lakosság
Az 1900-as népszámlálási adatok szerint 7205 olasz, 391 szlovén, 167 horvát és 67 német lakosa volt. A második világháborút követő években (1947-56) az olasz lakosság nagy része kitelepült.
A 2002-es felmérés szerint lakosainak száma 47,539, közülük a szlovénül beszélők aránya 74,1%. horvát anyanyelvűnek 8,0%, szerbhorvát nyelvűnek 4,0%, bosnyák nyelvűnek 2,8%, szerbnek 2,7% és olasznak 2,2% vallotta magát. A már hagyományosan példás szlovén nemzetiségi politika jegyében – különös tekintettel az Olaszországban élő jelentős szlovén kisebbségre – a városban minden felirat kétnyelvű (szlovén-olasz), olasz nyelvű rádió- és tv-adás is van. Koperből származik az olasz nemzetiség képviselője is a szlovén parlamentben.

## Oktatás
Koper a harmadik egyetemi város Szlovéniában Ljubljana és Maribor után, itt van a (Univerza na Primoskem/Università del Litorale) egyetem székhelye.

## Gazdaság
Jelentősebb vállalatai a Tomos, Cimos.
Koper-Capodistria Szlovénia egyetlen tengeri kereskedelmi kikötője. A függetlenség elnyerése óta ezen keresztül bonyolódik Szlovénia tengeren túli kereskedelmének meghatározó része. A '90-es évek közepe óta a kikötőt bővítették, a kikötői infrastruktúrát pedig jelentősen fejlesztették. Ennek eredménye az új kőolajterminál, az új konténerkikötő és az autóterminál.
A szlovén-magyar vasút megnyitása óta a Koperi kikötő a Magyarország számára negyedik legjelentősebb tengeri kikötő. A szlovén kikötő az 1970-es évek óta működtet irodát Budapesten. 2006-ban Magyarország 1,1 millió tonnás tengeri forgalmat bonyolított le itt, és ezzel hazánk lett a második legjelentősebb partnere a szlovén kikötőnek.
Koper az elmúlt öt évtizedben Közép-Európa legfontosabb tengeri kapujává nőtte ki magát. 2006-ban mintegy 2200 hajó kötött ki itt, és több mint 14 millió tonnás forgalmat bonyolítottak le, új rekordot felállítva a konténeres fuvarozásban.

## Éghajlat
Klímája alapvetően földközi-tengeri, azaz forró nyarak és enyhe telek jellemzik. Nagyobb északi hidegfrontok betörése idején inkább szubmediterrán jellegűre változik. A legcsapadékosabb évszak az ősz. A szárazföld felől fújó északi szeleket szlovénül burjának (bóra), a délieket maestral-nak nevezik. Vihar idején a legerősebb széllökések elérhetik a 200 km/h sebességet.
Az átlagos januári hőmérséklet 0 °C felett marad. A tengervíz hőfoka februárban a legalacsonyabb 8 °C-kal, a legmelegebb augusztusban 24 °C körüli értékekkel.

## Turizmus
A város déli részén terül el a tengerparti Žusterna üdülőnegyed, villákkal, üdülőkkel, szállodával.

## Látnivalók
Nevezetes épületei a Prétori palota (15. század) és a Szent Nazarius székesegyház (14. század).